# Giuseppe Giacovazzo
Giuseppe Giacovazzo (Locorotondo, 6 settembre 1925 – Acquaviva delle Fonti, 29 ottobre 2012) è stato un giornalista, scrittore e politico italiano.

## Biografia
Giornalista di professione, è stato conduttore del TG1 nonché direttore del quotidiano La Gazzetta del Mezzogiorno. Viene eletto per la prima volta in parlamento nel 1987 e viene riconfermato anche nelle due successive legislature (prima al Senato, poi alla Camera dei deputati). Iscritto da sempre alla Democrazia Cristiana, con la scomparsa di quest'ultima aderisce al Partito popolare italiano. Ha fatto parte delle commissioni parlamentari Bilancio; Industria, turismo e commercio; Lavori pubblici e comunicazioni; Esteri; Vigilanza dei servizi radio televisivi.
È stato sottosegretario di Stato per gli Affari esteri nel governo Amato I e poi nel governo Ciampi. Concluse il proprio mandato parlamentare nel 1996.
È deceduto nel 2012 all'età di 87 anni.
È il padre del giornalista RAI Piergiorgio Giacovazzo.

### Premi e riconoscimenti
Nel 1986 gli è stato conferito, dall'Amministrazione comunale di Pomarico, il premio LucaniaOro per il giornalismo.

## Opere
- Dietro la rabbia, Sei dossiers, Torino 1977.
- Storia di noi dispersa. Negli anni di Aldo Moro, il racconto di un percorso politico e sentimentale, Marsilio, 1998, ISBN 9788831768450.
- Moro 25 anni dopo. Misteri, Palomar, 2003, ISBN 9788887467956.
- Puglia. Il suo cuore, Palomar, 2003, ISBN 9788888872049.
- Adele. La storia d'amore del Duca Castromediano, Palomar, 2007, ISBN 9788876002113.
- La giusta informazione. Il cittadino e il diritto di rettifica, Palomar, 2009, ISBN 9788876003042.
- Elogio del trullo, Dedalo, 2012, ISBN 9788822041708.[5]